# 溴化鎘
溴化鎘是一種白色到淡黃色的晶體，實驗式為CdBr2，溶於水。有较高毒性。溴化镉是典型的层状结构离子晶体，存在无水物、一水和四水合物。

## 制备
溴化镉由溴和镉在稀氢溴酸中反应得到。